# Semomesia gneris
Semomesia gneris är en fjärilsart som beskrevs av Doubleday och John Obadiah Westwood 1847. Semomesia gneris ingår i släktet Semomesia och familjen Riodinidae. Inga underarter finns listade i Catalogue of Life.